# リベリアの交通
リベリアの交通（リベリアのこうつう）は、鉄道・道路・港湾・空港によって成り立っている。 

## 鉄道

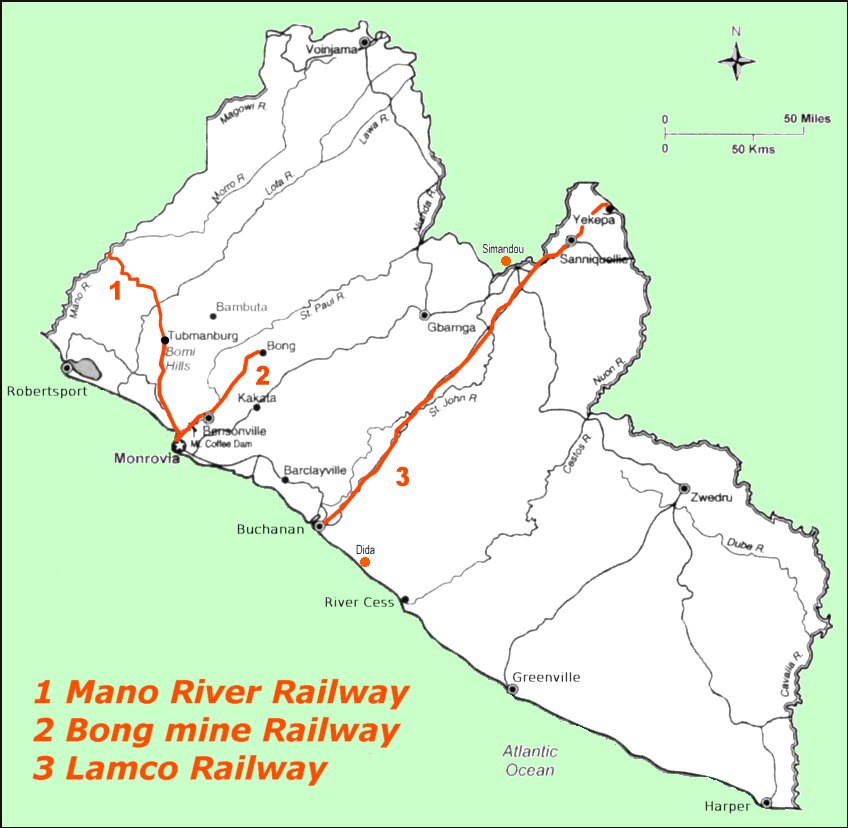
リベリアを通る3路線

歴史上、鉱山から鉱石を輸出するために3路線がリベリアに敷設されたが、いずれも内戦によって被害を受けた。2010年時点では、首都モンロビアとボン・タウンを結ぶボン鉱山鉄道（画像の2）のみが運行していたが、ヨーロッパの大手鉄鋼メーカーのアルセロール・ミッタルによって、港町ブキャナンからニンバ郡の郡庁所在地サニケリエを経てイェケパに至るラムコ鉄道（画像の3）が再建され、2011年から供用された。ボン鉱山鉄道をギニア国境まで至らせる構想があるものの、今のところ他国との鉄道の接続はない。 

## 道路
リベリア国内の道路網は、全長10,600キロメートルにも及ぶが、そのうち舗装されているのはわずか657キロメートル (6.2%) にとどまる。また、天候を問わず通行できる全天候型道路も1/4程度しか整備されていない。ニンバ郡・ロファ郡・シノエ郡・バルポル郡・メリーランド郡に至ってはほとんどの道路が通行できない。こうした悪状況の背景には、多雨が8カ月もの期間続くということはもちろん、メンテナンス不足や過積載の車両の通行などといった問題もある。 
セネガルのダカールから西アフリカ沿岸諸国を通過してナイジェリアのラゴスまでを結ぶ西アフリカ沿岸縦貫道路がリベリア国内にも通っている。2003年に報告された資料によると、リベリア国内における本道路の整備状況は以下の通りとなっている。 
| 区間                           | 舗装            | 砂利道         | 未舗装          |
| ------------------------------ | --------------- | -------------- | --------------- |
| シエラレオネ国境・クレ間       |                 | 69 km          |                 |
| クレ・モンロビア間             | 50 km           |                |                 |
| モンロビア・ガンタ間           | 270 km          |                |                 |
| ガンタ・コートジボワール国境間 |                 |                | 151 km          |
| 合計 (540 km)                  | 320 km (59.25%) | 69 km (12.78%) | 151 km (27.96%) |

## 港湾
主要な港湾として以下が挙げられる。
- ブキャナン港
- グリーンビル港
- ハーパー港
- モンロビア港

## 商船
2019年11月時点で、リベリアを船籍とする船舶は3321隻である。これらの船舶の合計総トン数・載貨重量トン数は、パナマに続く2位で、登録船舶数自体も、パナマ・シンガポール・中国・マーシャル諸島に次ぐ5位である。これは、リベリア船籍が便宜置籍船として機能するためである。     

## 空港
リベリアの主要国際空港はモンロビア・ロバーツ国際空港である。リベリア国内には、舗装された滑走路を持つ空港が2か所しかない。舗装されていない滑走路を持つ空港・飛行場は、27か所存在する。 